# Circonscriptions législatives de la province d'Agusan del Norte
La province d'Agusan del Norte aux Philippines est constituée de deux circonscriptions législatives, chacune représentée par un député à la Chambre des représentants.  

## Histoire
La province d'Agusan del Norte a été créée en 1967 par l'Acte républicain no 4979 avec une circonscription unique, et participe aux élections législatives de 1969 ; auparavant, ses territoires dépendaient du département de Mindanao et Sulu (1917-1935) puis de l'ancienne province d'Agusan.
Sous le régime de Ferdinand Marcos, la circonscription est temporairement supprimée et la province est intégrée à la Dixième Région de 1978 à 1984 pour les élections à l'Assemblée nationale provisoire.
Depuis 1987 et la proclamation de l'actuelle Constitution, Agusan del Norte est divisée en deux circonscriptions électorales incluant la métropole de Butuan.

## Première circonscription
- Ville : Butuan[Note 1]
- Municipalité : Las Nieves
- Population (2015) : 365 477[3]

| Période               | Député                    |
| --------------------- | ------------------------- |
| 8e Congrès 1987-1992  | Charito B. Plaza          |
| 9e Congrès 1992-1995  | Charito B. Plaza          |
| 10e Congrès 1995-1998 | Charito B. Plaza          |
| 11e Congrès 1998-2001 | Leovigildo B. Banaag      |
| 12e Congrès 2001-2004 | Leovigildo B. Banaag      |
| 13e Congrès 2004-2007 | Leovigildo B. Banaag      |
| 14e Congrès 2007-2010 | Jose S. Aquino II         |
| 15e Congrès 2010-2013 | Jose S. Aquino II         |
| 16e Congrès 2013-2016 | Lawrence Lemuel H. Fortun |
| 17e Congrès 2016-2019 | Lawrence Lemuel H. Fortun |

1. ↑  La métropole de Butuan est administrativement indépendante de la province, mais vote tout de même pour l'élection du député de la première circonscription.

## Deuxième circonscription
- Ville : Cabadbaran
- Municipalités : Buenavista, Carmen, Jabonga, Kitcharao, Magallanes, Nasipit, Remedios T. Romualdez, Santiago, Tubay
- Population (2015) : 326 089[3]

| Période                 | Député                                |
| ----------------------- | ------------------------------------- |
| 8e Congrès 1987-1992    | Edelmiro A. Amante, Sr.               |
| 9e Congrès 1992-1995    | Edelmiro A. Amante, Sr.               |
| vacant                  |                                       |
| Edelmiro A. Amante, Sr. |                                       |
| 10e Congrès 1995-1998   | Eduardo L. Rama, Sr.                  |
| 11e Congrès 1998-2001   | Roan I. Libarios                      |
| 12e Congrès 2001-2004   | Edelmiro A. Amante, Sr.               |
| 13e Congrès 2004-2007   | Ma. Angelica Rosedell M. Amante-Matba |
| 14e Congrès 2007-2010   | Edelmiro A. Amante, Sr.               |
| 15e Congrès 2010-2013   | Ma. Angelica Rosedell M. Amante-Matba |
| 16e Congrès 2013-2016   | Erlpe John M. Amante                  |
| 17e Congrès 2016-2019   | Erlpe John M. Amante                  |

1. ↑  Démissionne le 14 septembre 1992 en raison de sa nomination au poste de Secrétaire général, qui fut cependant invalidée par la Commission philippine des nominations en 1993.
2. ↑  Eduardo L. Rama Sr. siège par intérim entre la démission de Edelmiro A. Amante et la tenue d'une élection partielle en août 1993, remportée par Edelmiro A. Amante.

## Circonscription unique (disparue)
| Période              | Député               |
| -------------------- | -------------------- |
| 7e Congrès 1969-1972 | Guillermo R. Sanchez |

## Circonscription plurinominale (disparue)
| Période                     | Député                  |
| --------------------------- | ----------------------- |
| Batasang Pambansa 1984-1986 | Edelmiro A. Amante, Sr. |